# Jørn Martin Steenhold
Jørn Martin Steenhold (født 12. juli 1944 i Fredericia) er en dansk forfatter, pædagog og fremtidsforsker, med børn og barndom som forskningsemne. Han er cand. phil.

## Baggrund og uddannelse
Jørn Martin Steenhold fik efter en begrænset skolegang med delvis hjemmeundervisning sin realeksamen i 1960. I 1970 blev han færdig som børnehavelærer efter endt studie på Kolding Børnehaveseminarium. De efterfølgende år bestred han bl.a. stillinger ved Statens Kostskole for tunghøre og i en israelsk børnehave for døve.
I tiden 1972-74 var han børnehaveleder i Vejle, hvorefter han blev praktikleder og efterfølgende frem til 1988 seminarielektor ved Ikast-seminariet.
Under sin ansættelse ved Ikast-seminariet studerede han folkloristik, antropologi, etnologi og børnekultur ved Københavns Universitet. Studiet blev afsluttet med en kandidatgrad i pædagogik i 1986. I hhv. 1989 og 1992 fulgte Jørn Martin Steenhold studier ved det humanistiske fakultet ved SDU (Tidl. Odense Universitet). Studieretningerne var Tekst / historie / tolkning samt Contemporary Trends in Theory of Literature.
I perioden 1989 til 1994 var han ansat ved en række skandinaviske pædagogiske uddannelses- og forskningsinstitutter.

## Forskning
Under sin ansættelse som seminarielektor ved Ikast-seminariet begyndte Jørn Martin Steenhold at forske i leg og legetøj. Han var sideløbende tilknyttet Danmarks Lærerhøjskole med projektet "Fremtidens leg og legetøj".
I perioden 1989-1991 fik han ansættelse på Center for Småbørnsforskning under Hans Vejleskov-instituttet og i perioden 1992-1994 var han forskningslektor i leg og legetøj ved Nordisk Center for leksaksforskning, pedagogisk material, Halmstad Universitet, Sverige.
Jørn Martin Steenhold udarbejdede i denne periode en disputats om forskellige sociale gruppers variable køb af legetøj der dog ikke blev antaget.
I 1993 tiltrådte Jørn Martin Steenhold stillingen som Senior Research Executive ved LEGO Gruppen. Frem til 1997 havde han medansvar for LEGO Gruppens forskning i børns leg og læring.
Han har udviklet et barndoms univers - "Det hele barn - det hele menneske" - hvori han opstiller fleksible mål for, hvad børn skal/bør nå at lege og eksperimentere med i løbet af de første 10 år i deres liv, for at kunne udvikle sig til hele mennesker. Barndoms universet omfatter især livs- og praksisbeskrivelser, placeret i et litterært krydsfelt mellem fag og skønlitteratur.
Jørn Martin Steenholds forskning har bl.a. udmøntet sig i "Videnshjulet" Arkiveret 24. marts 2015 hos  Wayback Machine, der et tænkt som et effektivt redskab til at synliggøre, hvilke intelligenser og udviklingsområder, der bedst stimulerer børn, unge, brugere og forbrugere af lege- og læringsprodukter, kreative aktiviteter samt eksperimenterende lege og læreprocesser.

## Forfatterskab
Jørn Martin Steenholds forfatterskab omfatter (2015) 52 bøger og over 600 artikler publicerede . Forfatterskabet omfatter foruden børnebøger og digte, bøger om børns drømme og leg, legende læring, legetøj, eksperimenterende projekter i børnehøjde, samt en række bøger om hans forskningsemner om barndom.
Konklusionerne i de faglitterære temaer har han selv forsket sig frem til, idet han sjældent refererer til andres faglitterære værker.
Emnerne i hans bøger præsenteres som beskrivelser og fortællinger i et sprog i krydsfeltet mellem stringent faglighed og poesi, hvor de sansende beskrivelser er bragt i en komparativ position til fag og faglighed. Han er således en pioner i anvendelsen af poetik i pædagogiske beskrivelser.
Hans forskning og ideer har fået samfundspædagogisk relevans, da disse er omsat i praksis ved at mange dagtilbud benytter hans forslag og anvisninger. Desuden har han sammen med sin ældste søn etableret en international virksomhed, der globalt certificerer produkter til børn - legetøj, legeredskaber, bøger, læringsmaterialer og events - for deres lege og læringsværdi, som en hjælp til lærere, pædagoger, forældre og forbrugere.

## Udvalgte udgivelser
- Børns leg med kundskab (Planlægnings- og dokumentationsmappe) Arkiveret 5. april 2015 hos  Wayback Machine
- Børns leg og drømmeuniverser  Arkiveret 2. februar 2022 hos  Wayback Machine
- Den Kreative udfordring. Om børns kreative leg, læring og dannelse Arkiveret 5. april 2015 hos  Wayback Machine
- Børn og klogskab - klog på 100 måder Arkiveret 6. april 2015 hos  Wayback Machine
- Læreplaner og klogheder Arkiveret 5. april 2015 hos  Wayback Machine
- Legen og intelligenserne - i SFO'en Arkiveret 5. april 2015 hos  Wayback Machine
- Legetøj og klogheder Arkiveret 5. april 2015 hos  Wayback Machine
- Legen i tiden - og i fremtiden (Webside ikke længere tilgængelig)
- Legetyper Arkiveret 5. marts 2016 hos  Wayback Machine
- Legeuniverserne Arkiveret 5. marts 2016 hos  Wayback Machine
- Tegning, tegn og kendetegn
- Tegn Tolkning
- Legenes kendetegn.

## Netværk, konsulentfunktioner og tilknytninger
Jørn Martin Steenhold har være tilknyttet en bred vifte af organisationer og virksomheder. Her skal det blot fremhæves, at han i 1991 var en af tre grundlæggere af International Toy Research Association. I perioden frem til 1993 fungerede han som international sekretær for organisationen.
Et uddrag af hans øvrige tilknytninger og netværk kan ses herefter:
- Pædagogisk konsulent (institutionsbyggeri), Bolex Aps, Århus, 1972-76
- Medlem af Dansk Forfatterforening, siden 1974
- Global Marketing Research (seniorforsker, lege- og legetøjsforskning), LEGO Gruppen, 1984-93 og 2003-
- Konsulent for forskellige legetøjsfirmaer, siden 1984
- Member and co-founder, International Toy Research Association (Webside ikke længere tilgængelig), 1991
- Forskningstilknytning: Center for Småbørnsforskning, DLH 1989-91
- Konsulent for Aschehoug Forlag, 1995-97 – igen siden 1999
- Konsulent for DANIDA, 1999-2000
- Konsulent for Learning Lab Denmark, 2000-2003
- Konsulent for Verdensbanken, 2001
- Medlem af Forum for Kreativt Indlæringsmiljø, 2001-
- Vidensbutikken ApS - 2006-
- Head of research - Excellent Play, 2010-

## Eksterne links
- ITRA Arkiveret 2. april 2015 hos  Wayback Machine
- Institut for fremtidsforskning
- Vidensbutikken Arkiveret 2. april 2015 hos  Wayback Machine
- Excellent play Arkiveret 5. marts 2016 hos  Wayback Machine